# Oláhszentmiklós község
Oláhszentmiklós község (románul: Comuna Sânnicolau Român) község Bihar megyében, Romániában. Központja Oláhszentmiklós, beosztott falvai Felsőbarakony, Rojt.

## Népessége
A 2011-es népszámlálás adatai alapján a község népessége 2194 fő volt.

## Története
2003-ban vált ki Cséffa községből és vált önálló községgé.